# Ary Barroso
Pour les articles homonymes, voir Barroso.
Ary Barroso est un compositeur et acteur brésilien né le 7 novembre 1903 à Ubá (Brésil), décédé le 9 février 1964 à Rio de Janeiro (Brésil).

## Biographie
Ary est l'ainé des enfants de João Evangelista. Ses parents sont décédés alors que le garçon n'avait que sept ans. Il a été élevé par sa tante Rita et sa grand-mère. Sa tante lui imposait trois heures d'exercice de piano par jour dont le compositeur, par la suite, se souvenait comme des pires moments de sa vie. Néanmoins cela lui a permis dès l'âge de douze ans de gagner sa vie, en jouant du piano au théâtre de Ubá.
Il perd son oncle à l'âge de dix-sept ans et reçoit un petit héritage qu'il dilapide aussitôt, en s'installant à Rio de Janeiro. Il reprend donc la routine de pianiste et travaille dans les théâtres, les cabarets, les grands et petits orchestres et se fait connaitre petit à petit. Il découvre à cette époque le théâtre musical de Luiz Peixoto et Olegário Mariano. Il compose également lui-même.
Ses œuvres les plus connues sont « Na Baixa do Sapateiro » (« Bahia »), la chanson composée en 1938, et Aquarela do Brasil écrite un an plus tard. Barroso était parmi les premiers compositeurs de la samba à recevoir la reconnaissance internationale. Il a inventé ce qu'on appelle la samba-exaltação.
Il a aussi apporté sa contribution à l'art du cinéma. On entend sa "Watercolor of Brazil"  dans long-métrage d'animation des studios Disney Saludos Amigos, et "Na Baixa do Sapateiro" dans Les Trois Caballeros également de chez Disney. En 1945, sa chanson "Rio de Janeiro" interprétée dans le film Brazil un an plus tôt, figurait parmi les cinq finalistes nommés pour l'Oscar de la meilleure chanson originale.
En 1955, il est décoré en même temps que son collègue Heitor Villa-Lobos de l'ordre national du Mérite (pt),.
Le compositeur avait un différend avec les stations de radio qui boycottaient sa musique à cause de son engagement dans la lutte pour les droits d'auteur.
Durant ses dernières années, Ary Barroso a souffert d'une cirrhose du foie, enchaînant à partir de 1961 de longues crises et de difficiles convalescences. Il succomba à une crise cardiaque au matin du 9 février 1964, presque deux mois avant le coup d'État militaire.

## Filmographie

### Comme compositeur
- 1939 : Joujoux e Balangandãs
- 1942 : Saludos Amigos (Saludos Amigos)
- 1944 : Brazil
- 1944 : Les Trois Caballeros
- 1946 : Fantasma Por Acaso
- 1948 : E o Mundo se Diverte
- 1953 : Aventura en Río
- 1959 : Meus Amores no Rio
- 1972 : Inconfidentes, Os
- 1991 : L'Amour nécessaire (L'Amore necessario)

### Comme acteur
- 1935 : Alô, Alô, Brasil
- 1937 : João Ninguém